# Quarterly Review
The Quarterly Review fue una revista literaria y política fundada en marzo de 1809 por la conocida editorial de Londres, John Murray. Dejó de publicarse en 1967.

## Primeros años
Inicialmente, The Quarterly se creó principalmente para contrarrestar la influencia en la opinión pública de la Edinburgh Review. Su primer editor, William Gifford, fue nombrado más tarde por George Canning, en ese momento en la Secretaría de Relaciones Exteriores, primer ministro. 
Los primeros contribuyentes incluían a los Secretarios del Ministerio de Marina John Wilson Croker y Sir John Barrow, el poeta laureado Robert Southey, el poeta-novelista Sir Walter Scott, el exiliado italiano Ugo Foscolo, el novelista gótico Charles Robert Maturin, y el ensayista Charles Lamb.
Bajo Gifford, la revista tomó la posición Canningite liberal-conservadora sobre asuntos de política interior y exterior, aunque sólo fuera de manera inconsistente. Se oponía a importantes reformas políticas, pero apoyó a la abolición gradual de la esclavitud, la reforma de la ley moderada, el tratamiento humanitario de los delincuentes y los locos, y la liberalización del comercio. En una serie de brillantes artículos, en sus páginas Southey abogó por una filosofía progresiva de la reforma social. Debido a que dos de sus escritores claves, Scott y Southey, se opusieron a la emancipación católica, Gifford no permitió la publicación de tomar una posición clara sobre esta cuestión.
Como reflejo de las divisiones en el partido Tory en sí, bajo su tercer editor, John Gibson Lockhart, el Quarterly se hizo menos coherente en su filosofía política, mientras Croker siguió representando la Canningites y Peelites, ala liberal del partido, sino que también encontró un lugar para las más extremas conservadoras vistas de los Lores Eldon y Wellington.
Durante sus primeros años, las revisiones de nuevos trabajos eran a veces muy largas. El de Los viajes de Henry Koster en Brasil (1816) corrió a cuarenta y tres páginas.

## Críticas notables
Típico de las revistas de principios del siglo XIX, la revisión en el Quarterly fue altamente politizado y en ocasiones excesivamente desdeñoso. Escritores y editores conocidos por sus Unitarias o radicales opiniones estaban entre los objetivos principales de la década de revistas. Víctimas prominentes de comentarios mordaces incluyen a la novelista irlandesa Lady Morgan (Sydney Owenson), el poeta Inglés y ensayista Walter Savage Landor, la novelista inglesa Mary Wollstonecraft Shelley y su marido el poeta Percy Bysshe Shelley. En un artículo de 1817, John Wilson Croker atacó a John Keats en una revisión de Endymion por su asociación con Leigh Hunt y la llamada Cockney School of poetry. Shelley culpó al artículo de Croker por mencionar la muerte del poeta gravemente enfermo, 'apagó', según la frase irónica de Byron, 'por un artículo'.

## Historia posterior
El Quarterly Review detuvo su publicación en 1967. Una publicación de tomando este nombre fue fundada en 2007. Editado por Derek Turner, la nueva The Quarterly Review es la sucesora de ''Right Now!'', y fue revivido bajo la égida del exdiputado conservador y autor, Sir Richard Body, quien es el presidente del Consejo de Redacción (Editorial Board). Otros miembros del Consejo de Redacción incluyen a los filósofos Antony Flew y Thomas Molnar, al ecologista Edward Goldsmith, al economista Ezra Mishan y Diana Schumacher. Columnistas incluyen al socialité Taki Theodoracopulos, al ecologista Rev John Papworth y Roy Kerridge. El subdirector es el Dr. Leslie Jones, y el jefe de redacción es Luise Hemmer Pihl. Cada número de la nueva Quarterly Review incluye un artículo de la publicación original.

Los objetivos de la QR revivido son las mismas que la de su ilustre antepasado -. Dibujar sobre una amplia gama de opiniones proporcionando por escrito contra-intuitivo para las personas que gustan de pensar, y para mejorar el debate literario, filosófico y político.

## Editores delsigloXIX
- William Gifford (Febrero 1809 – Diciembre 1824. Vol. 1, Número 1 – Vol. 31, Número 61)
- John Taylor Coleridge (Marzo 1825 – Diciembre 1825. Vol. 31, Número 62 – Vol. 33, Número 65)
- John Gibson Lockhart (Marzo 1826 – Junio 1853. Vol. 33, Número 66 – Vol. 93, Número 185)
- Whitwell Elwin (Septiembre 1853 – Julio 1860. Vol. 93, Número 186 – Vol. 108, Número 215)
- William Macpherson (Octubre 1860 – Enero 1867. Vol. 108, Número 216 – Vol. 122, Número 243)
- William Smith (abril 1867 – Julio 1893, Vol. 122, Número 244 – Vol. 177, Número 353)
- John Murray IV (Octubre 1893 – Enero 1894. Vol. 177, Número 354 – Vol. 178, Número 355)
- Rowland Edmund Prothero (abril 1894 – Enero 1899. Vol. 178, Número 356 – Vol. 189, Número 377)
- George Walter Prothero (abril 1899 – Octubre 1900. Vol. 189, Número 378 – Vol. 192, Número 384)[5]

## Otras lecturas
- Jonathan Cutmore (ed.), Conservatism and the Quarterly Review: A Critical Analysis (London: Pickering & Chatto, 2007)
- Jonathan Cutmore, Contributors to the Quarterly Review 1809-25: A History (London: Pickering & Chatto, 2008)
- John O. Hayden, The Romantic Reviewers, 1802-1824 (Chicago: UCP, 1969)
- Joanne Shattock, Politics and Reviewers: The Edinburgh and the Quarterly in the Early Victorian Age (Leicester: Leicester University Press, 1989)
- Hill Shine y Helen Chadwick Shine, The Quarterly Review Under Gifford: Identification of Contributors 1809-1824 (Chapel Hill: University of North Carolina Press, 1949) [Shine is superseded by Cutmore, Contributors (2008)]
- El repositorio principal de papeles manuscritos relativos a la  Quarterly Review  es el archivo de  John Murray (publisher). En 2007, el archivo fue comprado por la  Biblioteca Nacional de Escocia, Edinburgo.